# Rhypopteryx xuthomene
Rhypopteryx xuthomene är en fjärilsart som beskrevs av Collenette 1936. Rhypopteryx xuthomene ingår i släktet Rhypopteryx och familjen tofsspinnare. Inga underarter finns listade.